# OMOカー (ブラックプール・トラム)
OMOカー（英語: OMO Car）は、イギリスの都市・ブラックプールの路面電車（ブラックプール・トラム）で使用されていた電車。第二次世界大戦前の旧型電車を改造した、ワンマン運転（One-Man-Operation）に適した構造を持つ車両として導入された。

## 概要
1960年代、内陸部の路線を始めとした多くの区間が廃止されたブラックプール・トラムでは、特に乗客が少ない秋季から冬季における採算性が課題となっていた。そのような状況の中、ブラックプール各地で運行する路線バスでは車掌業務を廃止したワンマン運転（One-Man-Operation）が採用され、運用コストの削減において大きな成果を上げていた。これを受け、ブラックプール・トラムでも今後の路線維持も踏まえてワンマン運転を導入する事となった。
当初、既存の車両（ブラッシュ・レールコーチ、638）の扉配置を変更する事でワンマン運転に対応が行われたものの、運転士による運賃の徴収が構造上難しい事が指摘され、他の車両への同様の工事は実施されなかった。その後、運輸省からの助成金を用いる事で、既存の車両を大規模に改造したワンマン運転用車両の導入が決定した。これが「OMOカー」と呼ばれる車両である。
OMOカーの種車となったのは第二次世界大戦前に製造されたイングリッシュ・エレクトリック・レールコーチと呼ばれる車両で、全長43 ft (13,000 mm)、中央部に1箇所乗降扉を有する車体を有していた。改造にあたっては、車両の台枠を49 ft (15,000 mm)に延長する事で運転台付近の空間を確保し、前面形状も流線形の原型から正面部分が車体幅よりも細い形態が採用された。また、車体の左側には2枚折り戸式の乗降扉が入り口として設置され、乗客はこの扉から乗り込んで運転士へ運賃を支払い、中央の扉から降りる流れとなっていた。これに合わせ、ハンドルを備えた制御器の位置が運転台の右側へ移設された。車内の座席は背中合わせのクロスシートが48人分用意され、立ち席を含めた総定員数は64人であった。
塗装については、運行開始当初黄色（サンシャインイエロー）を基調に屋根部を深紅で塗るデザインが採用されていたが、海辺を走る事による劣化が激しかったため、1975年以降朱色とクリーム色を基調としたものに変更され、その後緑色とクリーム色を基調とした塗装への再変更が実施されている。

## 運用
最初に改造を受け、「1」の車両番号が与えられた車両は1972年4月に公開され、同年以降改造を終えた車両が順次営業運転に投入された。当初はワンマン運転への不慣れによるダイヤの乱れもあったが、以降は冬季を中心に人件費を始めとしたコストの削減などの効果をもたらした。改造は他形式の更新工事を挟みながらも継続して実施され、最後の車両となる「13」が営業運転に投入されたのは1976年であった。
だが、一方で台枠の延長による垂れ下がりや、制御装置や台車の位置の問題による車輪の過剰な摩耗などの問題も発生し、それらへの対応が必要となった。そのうち台車についてはゴムばねを設置する事である程度の解決が図られた。また、集電装置についても一部車両は製造当初のトロリーポールからパンタグラフへ変更し、メンテナンス費用などの削減が行われた。

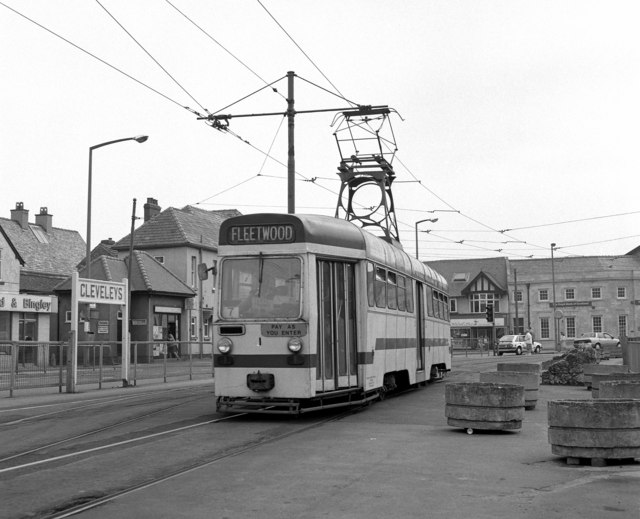
OMOカー（1）（1987年撮影）
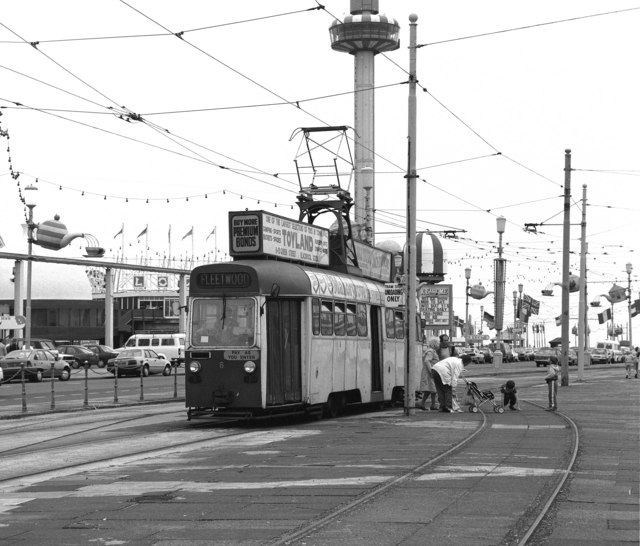
OMOカー（6）（1987年撮影）
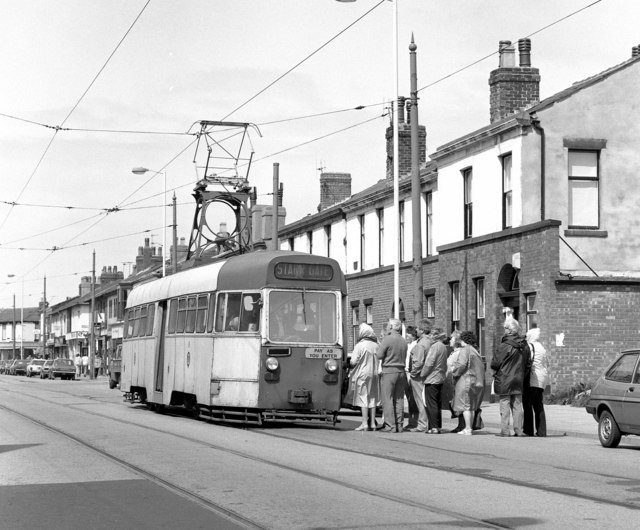
OMOカー（9）（1987年撮影）
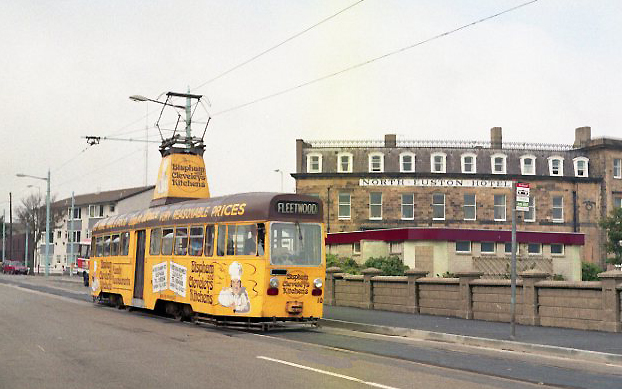
OMOカー（10）（1990年撮影）
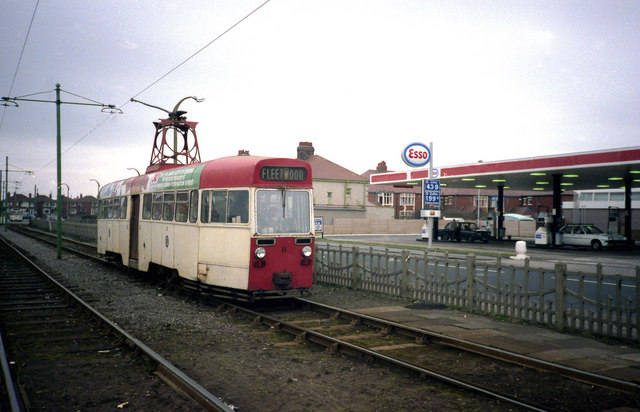
OMOカー（11）（1985年撮影）

その後、1984年以降後継車両の「センテナリー」によって廃車が始まったが、一部車両については「センテナリー」の信頼性の問題が影響し、その後も営業運転に用いられた。だが、車両の老朽化が深刻化した事が要因となり、最終的に1993年までに引退した。その後、以下の車両が各地で保存されている。
- 5 - 全国路面電車博物館（英語版）で修繕待ちの状態。
- 7  - 1987年にブラックプール・アンド・フリートウッド軌道（英語版）で使用されていた電車を模した復元車体に交換され、車両番号も「619」に変更。その後、ブラックプールでの保存を経て2010年以降ヒートン公園軌道（英語版）（Heaton Park Tramway）で保存[11]。
- 8 - ブラックプールで静態保存。フィルド交通トラスト（Fylde Transport Trust）が所有。

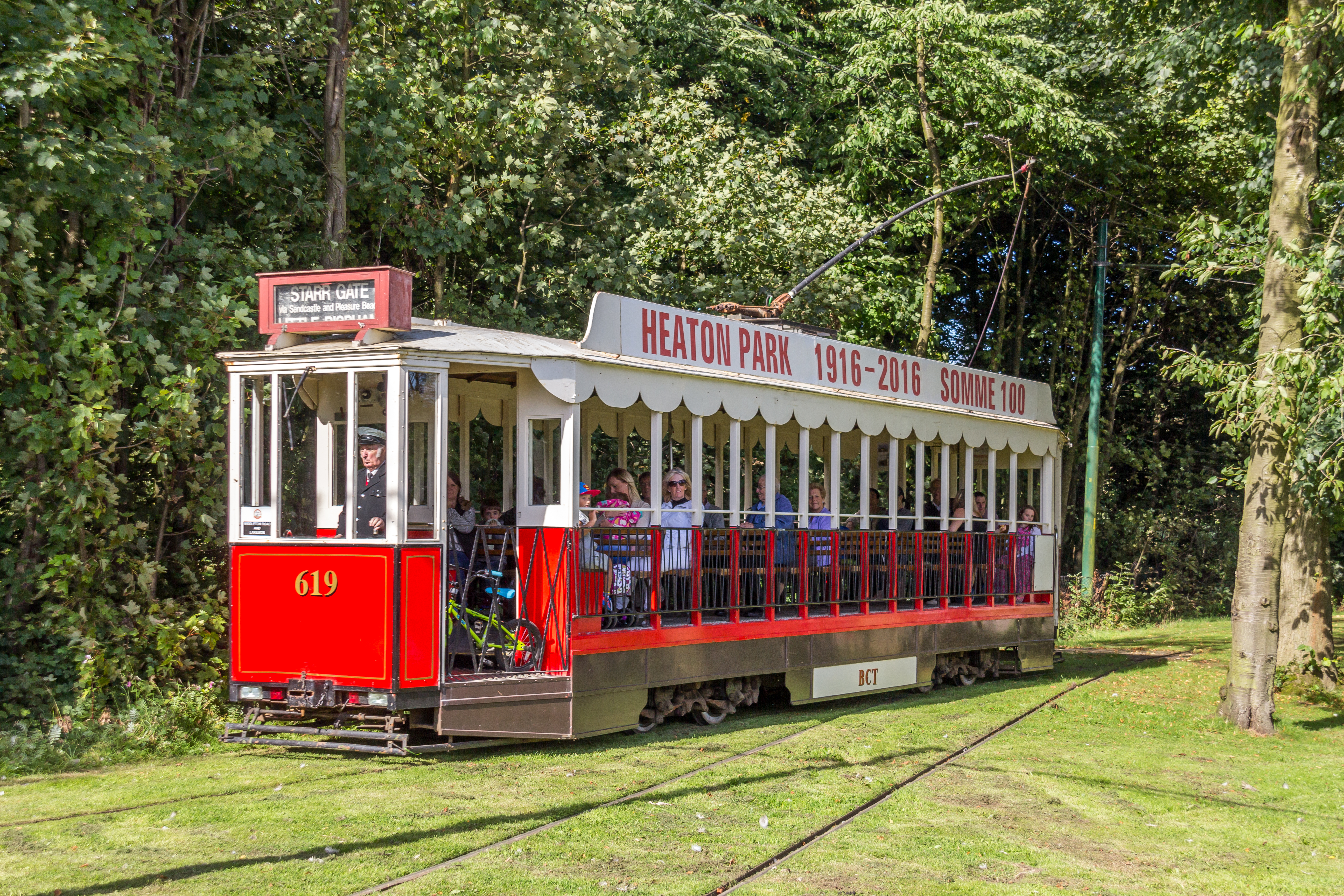
旧型電車の復元車体に交換された7（→619）（2016年撮影）